# Chiaroscuro

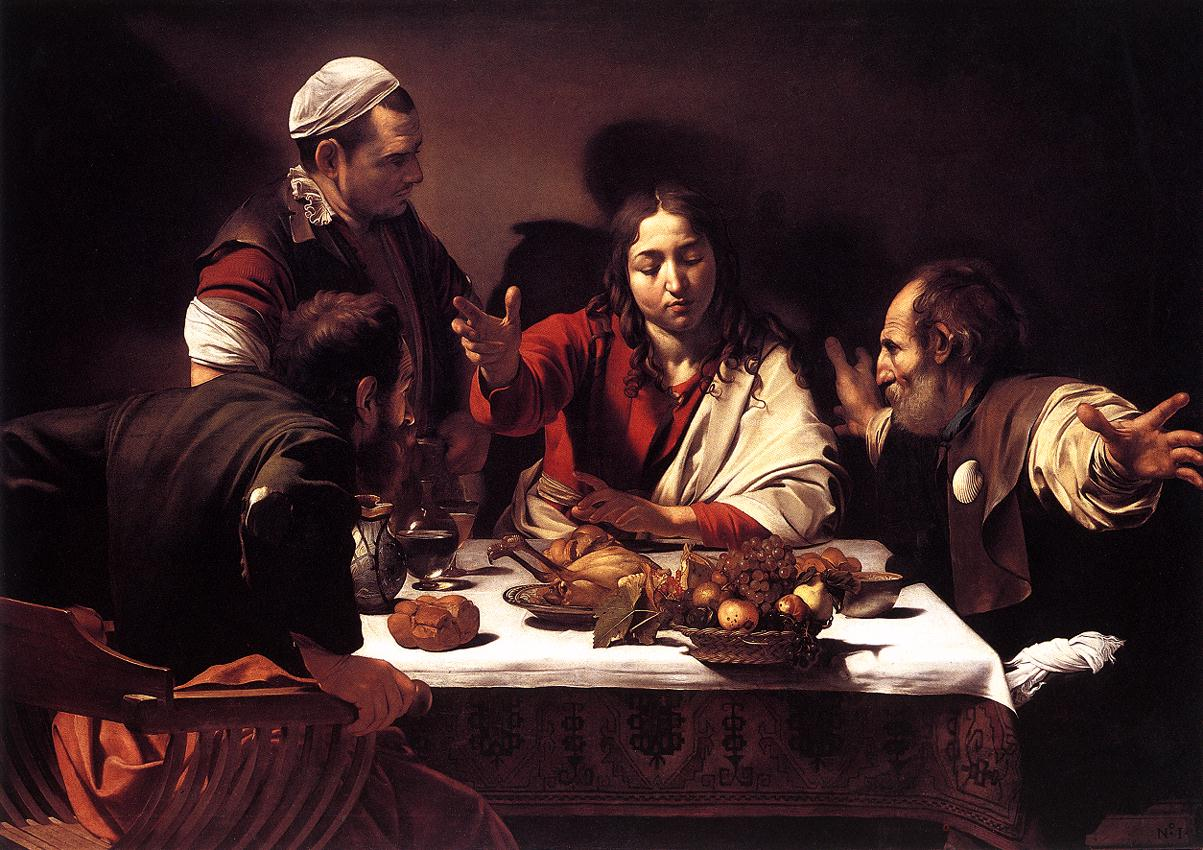
Caravaggio, Wieczerza w Emaus

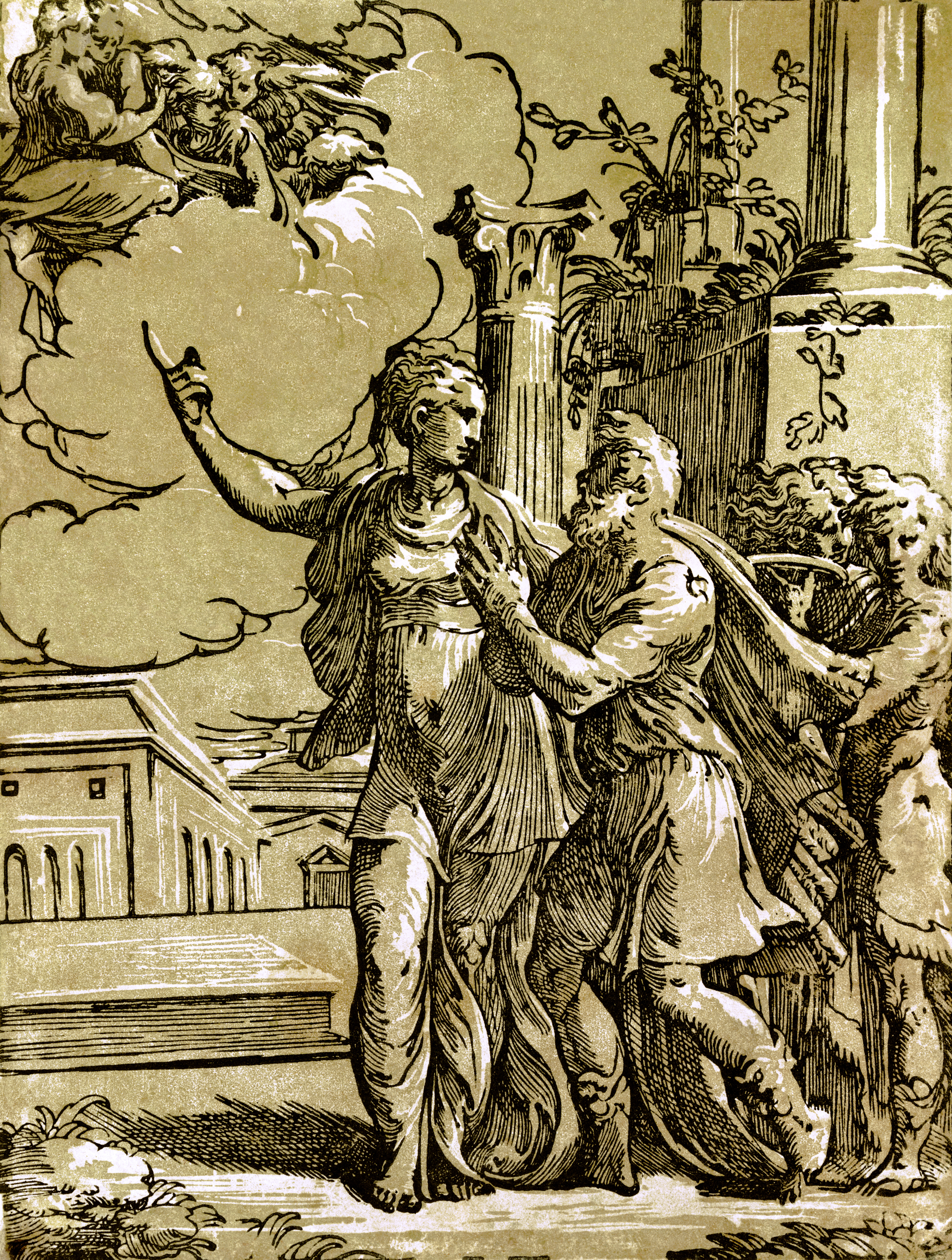
Drzeworyt chiaroscuro (Antonio da Trenta, Sybilla Tyburtyńska i August – na podst. rysunku Parmigianina)

Chiaroscuro (wł. chiaro – "jasny" i scuro – "ciemny") – termin stosowany czasem wymiennie ze "światłocieniem", ale kładący bardziej nacisk na różnice w natężeniu światła, podczas gdy "światłocień" oznacza ogólny rozkład świateł i cieni w dziele (malarskim, graficznym, rysunkowym), dzięki którym uzyskuje się wrażenie trójwymiarowości.
Nazwą tą określa się również ostre kontrasty światłocieniowe, charakterystyczne m.in. dla Caravaggia. Nazwę technice nadał ponoć Leonardo da Vinci, stosując ją po raz pierwszy w 1483 w swym obrazie Madonna w grocie.
Ponadto nazwę "chiaroscuro" nosi jedna z odmian drzeworytu, zwanego również światłocieniowym albo barwnym tonowym. Do wykonania odbitki wykorzystywano kilka oddzielnych desek z różnymi częściami kompozycji – na jednej wykonywano właściwy rysunek, a na pozostałych światła i cienie w różnym natężeniu. Odbitkę uzyskiwano w wyniku nakładania na siebie odbić z kolejnych płyt. Technika ta pojawiła się we Włoszech i Niemczech na początku XVI wieku, gdzie była stosowana na szeroką skalę jako technika reprodukcyjna. Reprodukowano w niej m.in. dzieła Rafaela i Parmigianina. Wykonywali je m.in. Hans Burgkmair i Domenico Beccafumi. Po XVI wieku drzeworyt chiaroscuro stracił na popularności.